# Pseudagrion pruinosum
Pseudagrion pruinosum – gatunek ważki z rodziny łątkowatych (Coenagrionidae).